# Hendrick van Anthonissen
Hendrick van Anthonissen (pokřtěn 29. května 1605 Amsterdam – pohřben 12. listopadu 1656 Amsterdam) byl nizozemský malíř marin.

## Život a dílo
Byl synem Baycken Koetemansové a malíře Aerta Anthonisze. V roce 1626 byl veden jako učeň Jana Porcellise, který zásadně ovlivnil jeho styl, a 30. listopadu 1630 se oženil s Judith Flessiersovou, sestrou jeho ženy. Roku 1631 se přestěhoval do Haagu; později bydlel i v Leidenu, Leiderdorpu a Rijnsburgu. Zemřel ve svém rodném městě v roce 1656.
V moderní době se stal známým jeho obraz View of Scheveningen Sands (Pohled na pláž v Scheveningenu, cca. 1641), nacházející se ve Fitzwilliamově muzeuu v Cambridgi, na kterém po restaurování v roce 2014 byla objevena přemalovaná velryba uváznutá na mělčině.
Jeho díla se nachází v Rijksmuseu, National Maritime Museum, Ermitáži, Obrazové galerii v Berlíně či v 
Národním muzeu ve Stockholmu.
Své obrazy podepisoval celým jménem nebo také iniciálami H.V.A. Byl otcem a učitelem Arnoldusse van Anthonissena.

## Galerie

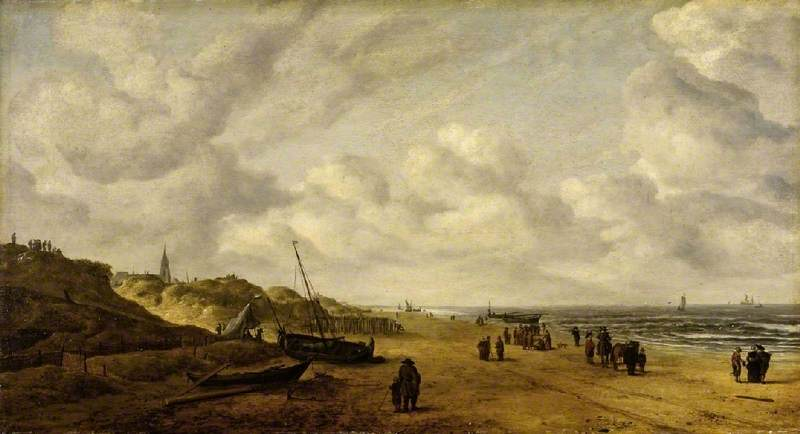
Pohled na pláž v Scheveningenu před restaurováním
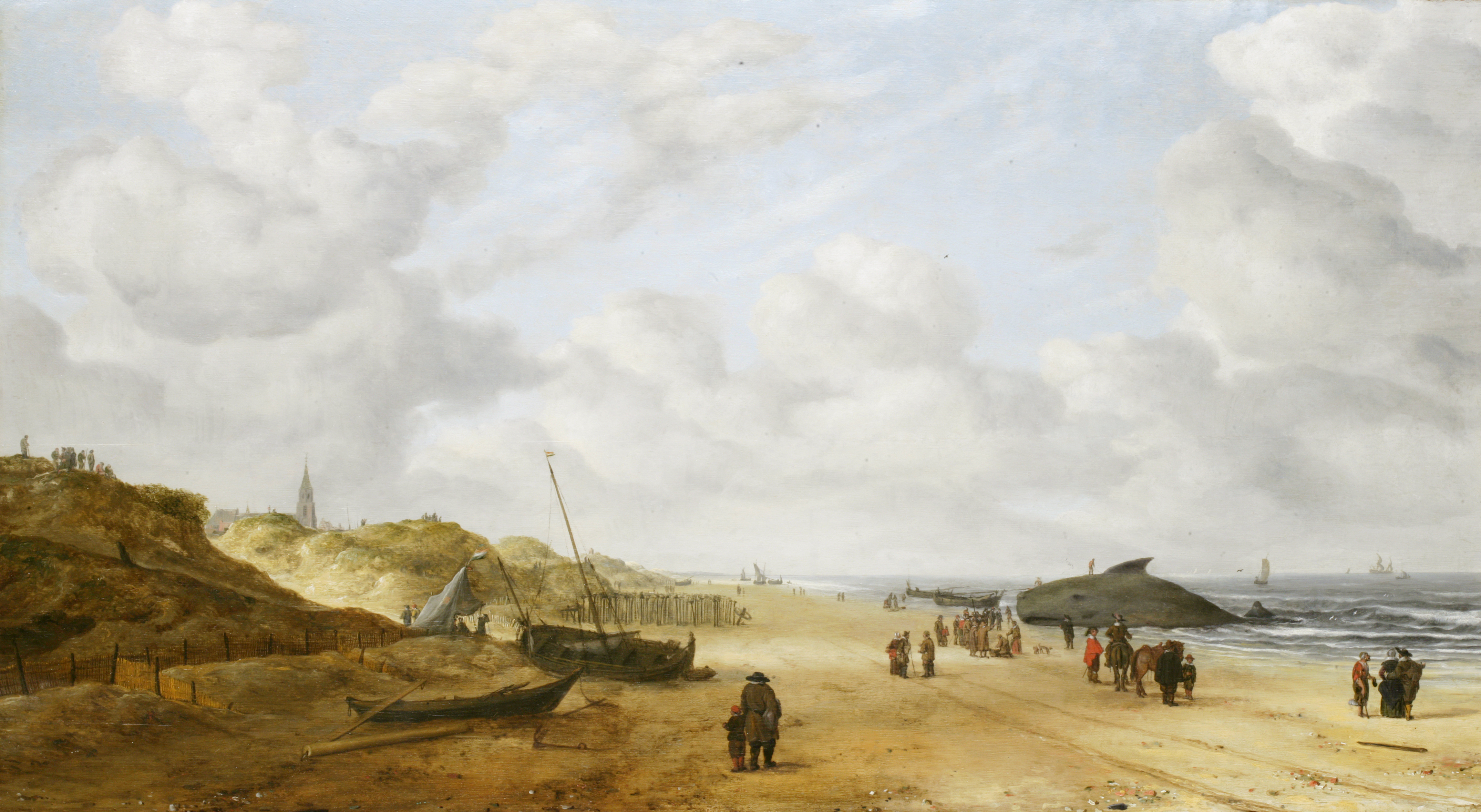
Totéž dílo ve své původní podobě
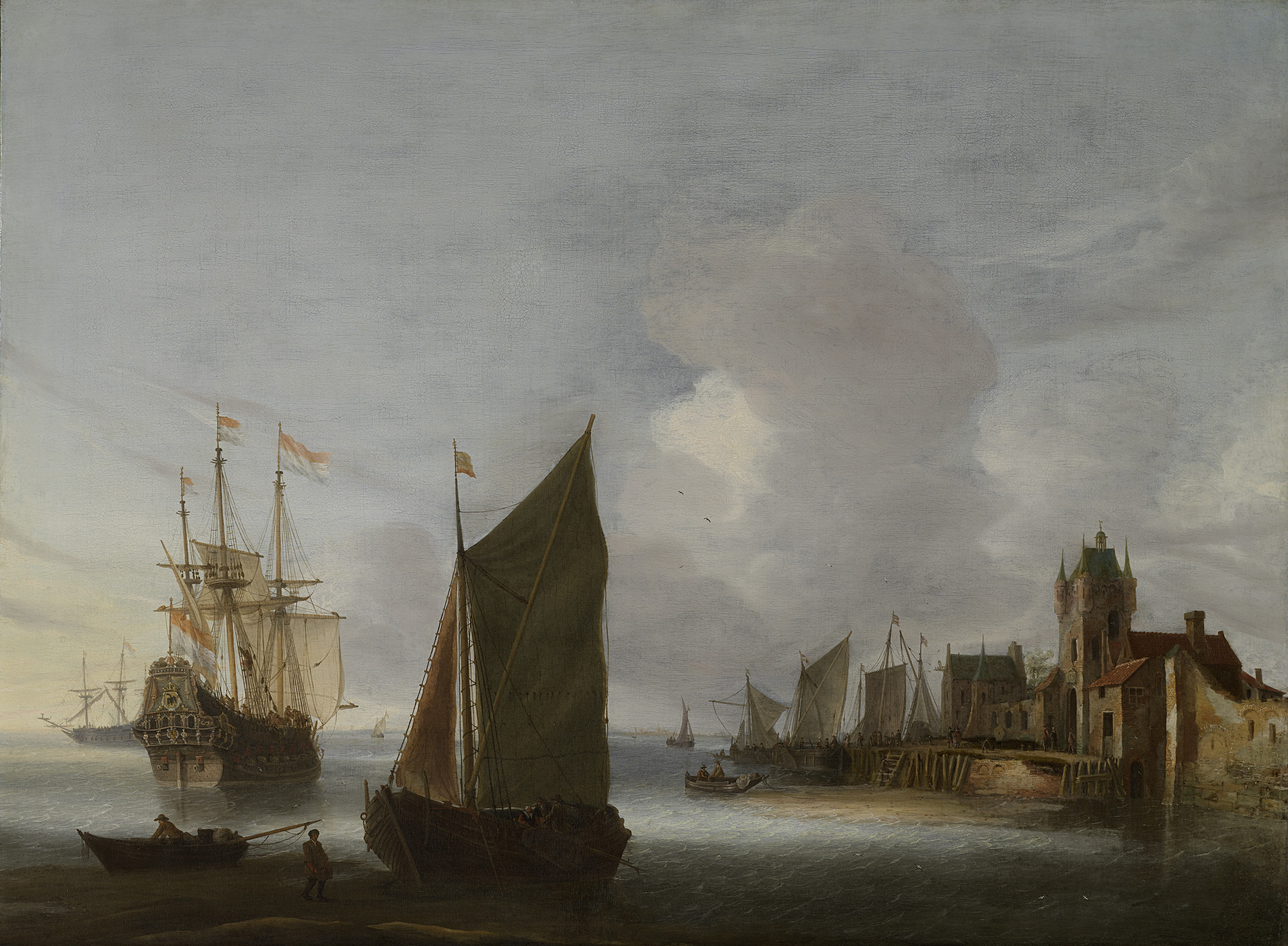
Lodě na Východní Šeldě v Zuidhavenpoortu v Zierikzee, mezi 1640–1656, Rijksmuseum
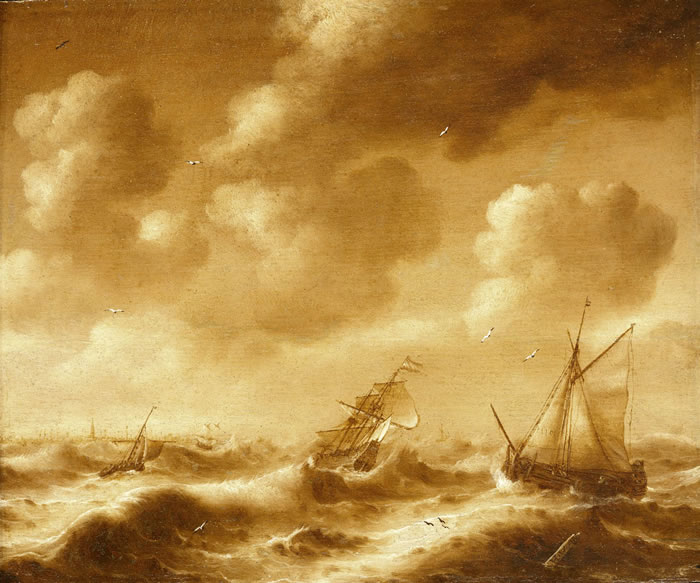
Plavba ve vichřici, cca. 1656, National Maritime Museum
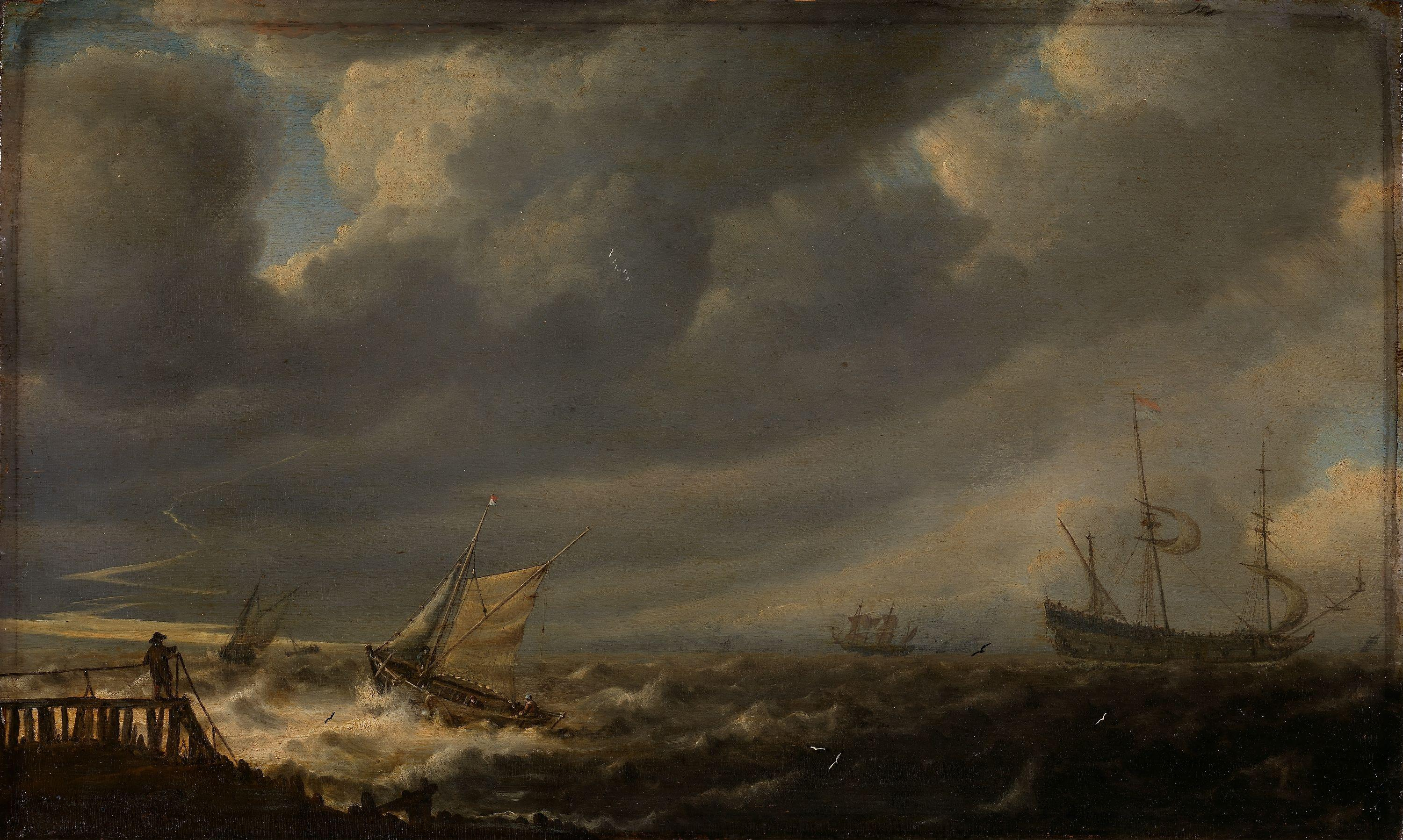
Lodě v bouři, mezi 1621–1656, Národní muzeum umění, architektury a designu